# Ballspielverein Borussia 09 Dortmund 1998-1999
Questa voce raccoglie le informazioni riguardanti il Ballspielverein Borussia 09 Dortmund nelle competizioni ufficiali della stagione 1998-1999.

## Stagione
Nella stagione 1998-1999 il Borussia Dortmund, allenato da Michael Skibbe, concluse il campionato di Bundesliga al 4º posto. In Coppa di Germania il Borussia Dortmund fu eliminato agli ottavi di finale dallo Stoccarda.

## Rosa
| N. |                                 | Ruolo | Calciatore          |
| -- | ------------------------------- | ----- | ------------------- |
| 1  | Germania (bandiera)             | P     | Stefan Klos         |
| 1  | Germania (bandiera)             | P     | Jens Lehmann        |
| 2  | Germania (bandiera)             | C     | Knut Reinhardt      |
| 3  | Germania (bandiera)             | D     | René Schneider      |
| 4  | Germania (bandiera)             | C     | Steffen Freund      |
| 4  | Serbia (bandiera)               | C     | Miroslav Stević     |
| 5  | Germania (bandiera)             | D     | Jürgen Kohler       |
| 7  | Germania (bandiera)             | D     | Stefan Reuter       |
| 8  | Germania (bandiera)             | C     | Christian Nerlinger |
| 9  | Svizzera (bandiera)             | A     | Stéphane Chapuisat  |
| 10 | Germania (bandiera)             | C     | Andreas Möller      |
| 11 | Germania (bandiera)             | A     | Heiko Herrlich      |
| 12 | Germania (bandiera)             | P     | Wolfgang de Beer    |
| 13 | Ghana (bandiera)                | A     | Bashiru Gambo       |
| 14 | Bosnia ed Erzegovina (bandiera) | A     | Sergej Barbarez     |
| 15 | Paesi Bassi (bandiera)          | D     | Alfred Nijhuis      |

| N. |                     | Ruolo | Calciatore           |
| -- | ------------------- | ----- | -------------------- |
| 17 | Brasile (bandiera)  | D     | Dedê                 |
| 18 | Germania (bandiera) | C     | Lars Ricken          |
| 19 | Germania (bandiera) | D     | Thomas Hengen        |
| 20 | Germania (bandiera) | C     | Thomas Häßler        |
| 21 | Germania (bandiera) | A     | Christian Timm       |
| 22 | Ghana (bandiera)    | A     | Ibrahim Tanko        |
| 25 | Brasile (bandiera)  | D     | Júlio César          |
| 26 | Germania (bandiera) | C     | Frank Riethmann      |
| 27 | Austria (bandiera)  | D     | Wolfgang Feiersinger |
| 29 | Russia (bandiera)   | C     | Vladimir But         |
| 30 | Togo (bandiera)     | A     | Bachirou Salou       |
| 31 | Norvegia (bandiera) | D     | Steinar Pedersen     |
| 32 | Germania (bandiera) | D     | Manfred Binz         |
| 33 | Germania (bandiera) | D     | Karsten Baumann      |
| 34 | Germania (bandiera) | D     | Jörg Sauerland       |
|    | Scozia (bandiera)   | A     | Scott Booth          |

## Organigramma societario
Area tecnica
- Allenatore: Michael Skibbe
- Allenatore in seconda: Uwe Neuhaus
- Preparatore dei portieri: Michael Stahl
- Preparatori atletici: Günter Jonczyk, Peter Kuhnt, Frank Zöllner

## Calciomercato

### Sessione estiva
| Acquisti | Acquisti            | Acquisti         | Acquisti      |
| R.       | Nome                | da               | Modalità      |
| -------- | ------------------- | ---------------- | ------------- |
| A        | Sergej Barbarez     | Hansa Rostock    | definitivo    |
| D        | Karsten Baumann     | Colonia          | definitivo    |
| A        | Scott Booth         | Utrecht          | fine prestito |
| D        | Dedê                | Atlético Mineiro | definitivo    |
| C        | Thomas Häßler       | Karlsruhe        | gratuito      |
| D        | Thomas Hengen       | Karlsruhe        | gratuito      |
| C        | Christian Nerlinger | Bayern Monaco    | gratuito      |
| D        | Alfred Nijhuis      | Urawa Reds       | definitivo    |
| A        | Bachirou Salou      | Duisburg         | definitivo    |

| Cessioni | Cessioni        | Cessioni             | Cessioni                 |
| R.       | Nome            | a                    | Modalità                 |
| -------- | --------------- | -------------------- | ------------------------ |
| A        | Scott Booth     | Vitesse              |                          |
| D        | Jörg Heinrich   | Fiorentina           | definitivo               |
| D        | Júlio César     | Botafogo             | prestito (fino al 1°/11) |
| A        | Jovan Kirovski  | Fortuna Colonia      | prestito                 |
| D        | Benjamin Knoche | Borussia Dortmund II |                          |
| D        | Björn Mehnert   | LR Ahlen             |                          |
| C        | Michael Zorc    | -                    | ritiro                   |
| C        | Matthias Sammer | -                    | ritiro                   |

### Sessione invernale
| Acquisti | Acquisti        | Acquisti    | Acquisti      |
| R.       | Nome            | da          | Modalità      |
| -------- | --------------- | ----------- | ------------- |
| P        | Jens Lehmann    | Milan       | definitivo    |
| C        | Miroslav Stević | Monaco 1860 | definitivo    |
| D        | Júlio César     | Botafogo    | fine prestito |

| Cessioni | Cessioni         | Cessioni      | Cessioni   |
| R.       | Nome             | a             | Modalità   |
| -------- | ---------------- | ------------- | ---------- |
| C        | Steffen Freund   | Tottenham     | definitivo |
| D        | Steinar Pedersen | IFK Göteborg  | definitivo |
| C        | Knut Reinhardt   | Norimberga    | definitivo |
| P        | Stefan Klos      | Rangers       | definitivo |
| D        | Júlio César      | Panathīnaïkos | definitivo |
| A        | Scott Booth      | Vitesse       | definitivo |

## Risultati

### Bundesliga

#### Girone di andata
| Arbitro: | Heynemann |

|                        |           |           |
| Keller 9’ Đorđević 17’ | Marcatori | 39’ Salou |

| Arbitro: | Stark |

|                             |           |  |
| Barbarez 39’, 52’ Salou 55’ | Marcatori |  |

| Norimberga 9 settembre 1998, ore 19:30 CEST 3ª giornata | Norimberga | 0 – 0 referto | Borussia Dortmund | Frankenstadion (44 000 spett.)\| Arbitro: \| Merk \| |
| Arbitro:                                                | Merk       |               |                   |                                                      |

| Arbitro: | Strampe |

|  |           |             |
|  | Marcatori | 87’ Buckley |

| Arbitro: | Jansen |

|                                             |           |            |
| Kovač 34’ Feiersinger 48’ (aut.) Meijer 56’ | Marcatori | 75’ Möller |

| Arbitro: | Albrecht |

|                              |           |                 |
| Ricken 27’ Häßler 66’ (rig.) | Marcatori | 33’ Kapetanović |

| Arbitro: | Steinborn |

|                       |           |                             |
| Élber 39’ Jancker 40’ | Marcatori | 16’ Chapuisat 50’ Nerlinger |

| Arbitro: | Wack |

|                         |           |  |
| Möller 24’ Barbarez 85’ | Marcatori |  |

| Arbitro: | Buchhart |

|               |           |                           |
| Baya 20’, 65’ | Marcatori | 45’ Chapuisat 52’ Nijhuis |

| Arbitro: | Zerr |

|                |           |           |
| Bogdanović 62’ | Marcatori | 8’ Ricken |

| Arbitro: | Fleischer |

|                          |           |  |
| Ricken 11’ Chapuisat 35’ | Marcatori |  |

| Arbitro: | Merk |

|                                          |           |  |
| Nijhuis 15’ Häßler 45’ (rig.) Möller 83’ | Marcatori |  |

| Arbitro: | Albrecht |

|           |           |  |
| Reich 78’ | Marcatori |  |

| Arbitro: | Stark |

|                      |           |            |
| Salou 27’ Kohler 88’ | Marcatori | 58’ Jepsen |

| Arbitro: | Berg |

|                                    |           |           |
| Chapuisat 14’ Salou 62’ Möller 74’ | Marcatori | 53’ Weber |

| Arbitro: | Kemmling |

|                  |           |  |
| Schroth 34’, 82’ | Marcatori |  |

| Arbitro: | Zerr |

|         |           |             |
| But 18’ | Marcatori | 24’ Polster |

#### Girone di ritorno
| Arbitro: | Wack |

|                                |           |  |
| Herrlich 38’ But 47’ Salou 69’ | Marcatori |  |

| Arbitro: | Albrecht |

|                            |           |  |
| Aračić 70’, 82’ Preetz 83’ | Marcatori |  |

| Arbitro: | Keßler |

|                                  |           |  |
| Möller 11’ Chapuisat 54’ But 62’ | Marcatori |  |

| Arbitro: | Merk |

|  |           |            |
|  | Marcatori | 29’ Ricken |

| Arbitro: | Strampe |

|              |           |  |
| Herrlich 13’ | Marcatori |  |

| Wolfsburg 19 marzo 1999, ore 20:00 CET 23ª giornata | Wolfsburg | 0 – 0 referto | Borussia Dortmund | VfL-Stadion am Elsterweg (21 600 spett.)\| Arbitro: \| Weber \| |
| Arbitro:                                            | Weber     |               |                   |                                                                 |

| Arbitro: | Heynemann |

|                   |           |                         |
| Herrlich 13’, 32’ | Marcatori | 58’ Zickler 63’ Jancker |

| Arbitro: | Fleischer |

|                        |           |  |
| Neuville 60’ Agali 79’ | Marcatori |  |

| Arbitro: | Kemmling |

|                         |           |           |
| Barbarez 45’ Ricken 76’ | Marcatori | 18’ Güneş |

| Amburgo 18 aprile 1999, ore 18:00 CEST 27ª giornata | Amburgo | 0 – 0 referto | Borussia Dortmund | Volksparkstadion (25 437 spett.)\| Arbitro: \| Wack \| |
| Arbitro:                                            | Wack    |               |                   |                                                        |

| Arbitro: | Dardenne |

|                         |           |            |
| Herrlich 52’ Möller 86’ | Marcatori | 34’ Trares |

| Arbitro: | Stark |

|                                  |           |                               |
| Spies 30’ Hirsch 40’ Beierle 42’ | Marcatori | 45’ (rig.) Stević 79’ Nijhuis |

| Arbitro: | Fröhlich |

|            |           |            |
| Mulder 31’ | Marcatori | 3’ Nijhuis |

| Arbitro: | Fandel |

|               |           |  |
| Chapuisat 11’ | Marcatori |  |

| Arbitro: | Strampe |

|                           |           |  |
| Fjørtoft 40’ Sobotzik 49’ | Marcatori |  |

| Arbitro: | Aust |

|                                    |           |             |
| Möller 62’ Kohler 65’ Herrlich 77’ | Marcatori | 75’ Schroth |

| Arbitro: | Dardenne |

|  |           |                    |
|  | Marcatori | 63’, 78’ Chapuisat |

### Coppa di Germania
| Arbitro: | Fleischer |

|                             |                      |                                     |
| Choji 42’                   | Marcatori            | 21’ Nerlinger                       |
| Palma Weber Gerlach Caillas | Tiri di rigore 1 – 3 | Nerlinger Möller Barbarez Chapuisat |

| Arbitro: | Heynemann |

|           |           |  |
| Salou 98’ | Marcatori |  |

| Arbitro: | Dardenne |

|                             |           |                   |
| Akpoborie 71’ Rost 83’, 85’ | Marcatori | 90’ (rig.) Häßler |

## Statistiche

### Statistiche di squadra
| Competizione      | Punti | In casa | In casa | In casa | In casa | In casa | In casa | In trasferta | In trasferta | In trasferta | In trasferta | In trasferta | In trasferta | Totale | Totale | Totale | Totale | Totale | Totale | DR  |
| Competizione      | Punti | G       | V       | N       | P       | Gf      | Gs      | G            | V            | N            | P            | Gf           | Gs           | G      | V      | N      | P      | Gf     | Gs     | DR  |
| ----------------- | ----- | ------- | ------- | ------- | ------- | ------- | ------- | ------------ | ------------ | ------------ | ------------ | ------------ | ------------ | ------ | ------ | ------ | ------ | ------ | ------ | --- |
| Bundesliga        | 57    | 17      | 14      | 2       | 1       | 35      | 10      | 17           | 2            | 7            | 8            | 13           | 24           | 34     | 16     | 9      | 9      | 48     | 34     | +14 |
| Coppa di Germania | -     | 1       | 1       | 0       | 0       | 1       | 0       | 2            | 0            | 1            | 1            | 2            | 4            | 3      | 1      | 1      | 1      | 3      | 4      | -1  |
| Totale            | 57    | 18      | 15      | 2       | 1       | 36      | 10      | 19           | 2            | 8            | 9            | 15           | 28           | 37     | 17     | 10     | 10     | 51     | 38     | +13 |

### Andamento in campionato
| Giornata  | 1  | 2 | 3 | 4  | 5  | 6  | 7  | 8 | 9 | 10 | 11 | 12 | 13 | 14 | 15 | 16 | 17 | 18 | 19 | 20 | 21 | 22 | 23 | 24 | 25 | 26 | 27 | 28 | 29 | 30 | 31 | 32 | 33 | 34 |
| --------- | -- | - | - | -- | -- | -- | -- | - | - | -- | -- | -- | -- | -- | -- | -- | -- | -- | -- | -- | -- | -- | -- | -- | -- | -- | -- | -- | -- | -- | -- | -- | -- | -- |
| Luogo     | T  | C | T | C  | T  | C  | T  | C | T | T  | C  | C  | T  | C  | C  | T  | C  | C  | T  | C  | T  | C  | T  | C  | T  | C  | T  | C  | T  | T  | C  | T  | C  | T  |
| Risultato | P  | V | N | P  | P  | V  | N  | V | N | N  | V  | V  | P  | V  | V  | P  | N  | V  | P  | V  | V  | V  | N  | N  | P  | V  | N  | V  | P  | N  | V  | P  | V  | V  |
| Posizione | 11 | 7 | 9 | 11 | 14 | 11 | 11 | 8 | 8 | 5  | 8  | 5  | 5  | 5  | 5  | 6  | 7  | 5  | 6  | 6  | 5  | 4  | 4  | 5  | 5  | 5  | 6  | 5  | 6  | 5  | 4  | 6  | 6  | 4  |

Legenda:

Luogo: C = Casa; T = Trasferta. Risultato: V = Vittoria; N = Pareggio; P = Sconfitta.

### Statistiche dei giocatori
In corsivo i giocatori che hanno lasciato la squadra a stagione già iniziata.
| Giocatore      | Bundesliga | Bundesliga | Bundesliga  | Bundesliga | Coppa di Germania | Coppa di Germania | Coppa di Germania | Coppa di Germania | Totale   | Totale | Totale      | Totale     |
| Giocatore      | Presenze   | Reti       | Ammonizioni | Espulsioni | Presenze          | Reti              | Ammonizioni       | Espulsioni        | Presenze | Reti   | Ammonizioni | Espulsioni |
| -------------- | ---------- | ---------- | ----------- | ---------- | ----------------- | ----------------- | ----------------- | ----------------- | -------- | ------ | ----------- | ---------- |
| S. Barbarez    | 22         | 4          | 4           | 1          | 2                 | 0                 | 0                 | 0                 | 24       | 4      | 4           | 1          |
| K. Baumann     | 30         | 0          | 4           | 0          | 2                 | 0                 | 0                 | 0                 | 32       | 0      | 4           | 0          |
| M. Binz        | 1          | 0          | 0           | 0          | 0                 | 0                 | 0                 | 0                 | 1        | 0      | 0           | 0          |
| S. Booth       | 0          | 0          | 0           | 0          | 0                 | 0                 | 0                 | 0                 | 0        | 0      | 0           | 0          |
| V. But         | 23         | 3          | 0           | 0          | 3                 | 0                 | 1                 | 0                 | 26       | 3      | 1           | 0          |
| S. Chapuisat   | 30         | 8          | 1           | 0          | 3                 | 0                 | 1                 | 0                 | 33       | 8      | 2           | 0          |
| J. César       | 5          | 0          | 0           | 0          | 0                 | 0                 | 0                 | 0                 | 5        | 0      | 0           | 0          |
| D. Dedê        | 29         | 0          | 4           | 0          | 3                 | 0                 | 0                 | 0                 | 32       | 0      | 4           | 0          |
| W. Feiersinger | 11         | 0          | 0           | 0          | 2                 | 0                 | 0                 | 0                 | 13       | 0      | 0           | 0          |
| S. Freund      | 13         | 0          | 4           | 0          | 1                 | 0                 | 1                 | 0                 | 14       | 0      | 5           | 0          |
| B. Gambo       | 0          | 0          | 0           | 0          | 0                 | 0                 | 0                 | 0                 | 0        | 0      | 0           | 0          |
| T. Hengen      | 13         | 0          | 2           | 0          | 2                 | 0                 | 0                 | 0                 | 15       | 0      | 2           | 0          |
| H. Herrlich    | 21         | 6          | 3           | 1          | 2                 | 0                 | 0                 | 1                 | 23       | 6      | 3           | 2          |
| T. Häßler      | 18         | 2          | 1           | 1          | 1                 | 1                 | 0                 | 0                 | 19       | 3      | 1           | 1          |
| S. Klos        | 18         | 0          | 2           | 0          | 3                 | 0                 | 0                 | 0                 | 21       | 0      | 2           | 0          |
| J. Kohler      | 29         | 2          | 7           | 0          | 3                 | 0                 | 0                 | 0                 | 32       | 2      | 7           | 0          |
| J. Lehmann     | 13         | 0          | 1           | 1          | 0                 | 0                 | 0                 | 0                 | 13       | 0      | 1           | 1          |
| A. Möller      | 30         | 7          | 8           | 0          | 2                 | 0                 | 1                 | 0                 | 32       | 7      | 9           | 0          |
| C. Nerlinger   | 23         | 1          | 6           | 0          | 3                 | 1                 | 2                 | 0                 | 26       | 2      | 8           | 0          |
| A. Nijhuis     | 27         | 4          | 6           | 0          | 3                 | 0                 | 0                 | 0                 | 30       | 4      | 6           | 0          |
| S. Pedersen    | 0          | 0          | 0           | 0          | 0                 | 0                 | 0                 | 0                 | 0        | 0      | 0           | 0          |
| K. Reinhardt   | 4          | 0          | 2           | 0          | 2                 | 0                 | 0                 | 0                 | 6        | 0      | 2           | 0          |
| S. Reuter      | 25         | 0          | 5           | 1          | 0                 | 0                 | 0                 | 0                 | 25       | 0      | 5           | 1          |
| L. Ricken      | 28         | 5          | 4           | 0          | 2                 | 0                 | 0                 | 0                 | 30       | 5      | 4           | 0          |
| F. Riethmann   | 0          | 0          | 0           | 0          | 0                 | 0                 | 0                 | 0                 | 0        | 0      | 0           | 0          |
| B. Salou       | 26         | 5          | 4           | 0          | 3                 | 1                 | 0                 | 0                 | 29       | 6      | 4           | 0          |
| J. Sauerland   | 0          | 0          | 0           | 0          | 0                 | 0                 | 0                 | 0                 | 0        | 0      | 0           | 0          |
| R. Schneider   | 0          | 0          | 0           | 0          | 0                 | 0                 | 0                 | 0                 | 0        | 0      | 0           | 0          |
| M. Stević      | 14         | 1          | 5           | 1          | 0                 | 0                 | 0                 | 0                 | 14       | 1      | 5           | 1          |
| I. Tanko       | 7          | 0          | 1           | 0          | 0                 | 0                 | 0                 | 0                 | 7        | 0      | 1           | 0          |
| C. Timm        | 5          | 0          | 0           | 0          | 0                 | 0                 | 0                 | 0                 | 5        | 0      | 0           | 0          |
| W. de Beer     | 3          | 0          | 0           | 0          | 0                 | 0                 | 0                 | 0                 | 3        | 0      | 0           | 0          |